# Govern d'Atjeh
El govern d'Atjeh fou una de les residències o governacions de les Índies Orientals Holandeses a Sumatra. El govern estava format per la part nord de l'illa de Sumatra incloent l'illa de Simalëu. L'entitat estava dividida en tres subresidències:
- Subresidència de la Costa Occidental d'Atjeh
- Subresidència de la Costa Nord d'Atjeh
- Subresidència de la Costa Est d'Atjeh

A més de les tres subresidències el govern d'Atjeh incloïa:
- Gran Atjeh amb el riu Atjeh i el port d'Atjeh (Banda Aceh anomenada pels holandesos com Kuta Radja), format pel sultanat d'Aceh annexionat el 1874, i els establiments al sud del Gran Atjeh: el districte de Nom (amb algunes zones menys importants que en depenen) els cantons de Lepong i de Lelong (a l'oest del Gran Atjeh) i diversos estats vassalls. D'aquest territori van formar part els següents districtes vinculats a les federacions de Pedir i de Gighen:
  - Moekim III
  - Moekim Mehtareum
  - Moekim Andeuhlala

Els estats tributaris o vassalls d'Aceh (la major part annexionats abans del 1903) eren: 
- - Leupoeëng (annexionat)
  - Lhöng (annexionat)
  - Kloeng
  - Daja (Koeala Daja)
  - Koeala Lam beuthôë (Lambeoesoe)
  - Koeala oenga (Oenga)
  - Djeunampröng (annexionat)
  - Babah Awe (annexionat)
  - Nô (Poelô raja) (annexionat)
  - Koeala tjra mông (annexionat)

Diversos territoris abans sota l'autoritat del sultà administrats pels holandesos podrien ser inclosos en un Gran Atjeh: 
- - A la costa oest, Meulaboh, Tapa Tuan, Singkil
  - A la costa Nord, Sigli, Meureudu, Bireuën, Peusangan, Lho Sukon i Lho Seumawe
  - A la costa est, Idi, Langsa, Kuala Simpang

## Administració
- Gampong o Kampung (poble) governats pels Keutjhi (ancià) i portava generalment el títol de Tenku o Teungku
- Districtes hereditaris dirigits pels uleebalangs, dividits en tres grups anomenats en conjunts els sagis
- Sultà designat pels radja o póteu; el sultà portava el títol de tuanku
- Mukims, dirigents religiosos (la pregària del divendres requeria la presència de 40 mukims) el cap dels quals era el Imeum
- L'administració de justicia (regida pel costum) estava generalment en mans dels caps locals. El jutge del sultà portava el nom Kali malikon ade i era hereditari.